# Bronte Creek Provincial Park
Bronte Creek Provincial Park är en park i Kanada.   Den ligger i provinsen Ontario, i den sydöstra delen av landet, 400 km sydväst om huvudstaden Ottawa. Bronte Creek Provincial Park ligger 138 meter över havet.
Terrängen runt Bronte Creek Provincial Park är lite kuperad. Runt Bronte Creek Provincial Park är det tätbefolkat, med 913 invånare per kvadratkilometer.. Närmaste större samhälle är Mississauga, 20,0 km norr om Bronte Creek Provincial Park.
Runt Bronte Creek Provincial Park är det i huvudsak tätbebyggt.